# Oberzinkenflur
Oberzinkenflur (oberfränkisch: Zingnflua) ist ein Gemeindeteil der Gemeinde Neudrossenfeld im Landkreis Kulmbach (Oberfranken, Bayern). Oberzinkenflur liegt in der Gemarkung Muckenreuth.

## Geographie
Die Einöde liegt an einem Seitenarm des Roten Mains in direkter Nachbarschaft zu Unterzinkenflur im Norden. Die Bundesstraße 85 führt nach Altdrossenfeld (0,9 km nordwestlich) bzw. nach Altenplos (2 km südlich).

## Geschichte
Oberzinkenflur ist eine junge Ausbausiedlung, die von Muckenreuth aus erfolgte. 1682 wurde diese als „Zinkenflur“ erstmals urkundlich erwähnt. Der Ort wurde nach einem Flurgebiet benannt, das aufgrund seiner Form diesen Namen erhielt. 1838 wurde der Ort Oberzinkenflur genannt zur Unterscheidung von Unterzinkenflur.
Oberzinkenflur gehörte zur Realgemeinde Muckenreuth. Gegen Ende des 18. Jahrhunderts bestand Oberzinkenflur aus einem Anwesen. Das Hochgericht übte das bayreuthische Stadtvogteiamt Bayreuth aus. Das Hofkastenamt Bayreuth war Grundherr des Söldengütleins.
Von 1797 bis 1810 unterstand der Ort dem Justiz- und Kammeramt Bayreuth. Mit dem Gemeindeedikt wurde Oberzinkenflur dem 1811 gebildeten Steuerdistrikt Altenplos und der 1812 gebildeten gleichnamigen Ruralgemeinde zugewiesen. Mit dem Zweiten Gemeindeedikt (1818) wurde der Ort an die neu gebildete Ruralgemeinde Muckenreuth überwiesen. Am 1. Juli 1972 wurde Oberzinkenflur im Zuge der Gebietsreform in Bayern nach Neudrossenfeld eingegliedert.

### Einwohnerentwicklung
| Jahr      | 001818 | 001861 | 001871 | 001885 | 001900 | 001925 | 001950 | 001961 | 001970 | 001987 |
| Einwohner | *      | 6      | 10     | 5      | 7      | 9      | 6      | 3      | 5      | 5      |
| Häuser    | *      |        |        | 1      | 1      | 1      | 1      | 1      |        | 1      |
| Quelle    | [ 8 ]  | [ 11 ] | [ 12 ] | [ 13 ] | [ 14 ] | [ 15 ] | [ 16 ] | [ 17 ] | [ 18 ] | [ 1 ]  |

## Religion
Oberzinkenflur ist evangelisch-lutherisch geprägt und nach Neudrossenfeld gepfarrt.